# Маринер 8
Маринер 8 познат и као Маринер Х (Mariner-H) припадао је америчком Маринер програму за истраживање Марса. Заједно са Маринером 9 чинио је Маринер Марс 71 мисију (енг. Mariner Mars '71). Летелица није успела да стигне до Марсове орбите, штавише, срушила се у Атлантски океан и није успела ни да изађе изван Земљине атмосфере.

## Мисија
Маринер 8 лансиран је на новој врсти ракете Atlas-Centaur SLV-3C. Проблем при лансирању изазван је осцилирањем горњег дела ракете. Контрола над њом се није могла повратити и мотори су се погасили пре изласка из атмосфере, само 365 секунди након лансирања. Након пада од 1500 километара ракета и Маринер 8 пали су у Атлантском океану, око 560 километара северно од Порто Рика.

## Летелица
Маринер 8 састојао се из више делова. Главни део, тело летелице, био је октогоналног облика пречника мањег од пола метра. На тело било је распоређено 4 соларна панела, два мотора и параболична антенависока 1.44 метара. Укупна ширина летелица износила је 7 метара а висина 2.28.
Инструменти су заузимали око 60 килограма од укупне масе летелице (558.8 килограма). Комуникациони системи били су смештени унутар главног октрогоналног тела.
Соларни панели могли су да напајају летелицу снагом од 500 W близу Марса и 800 W близу Земље. На 4 соларна панела налазило се 14 742 соларне ћелије што је заузимало површину од 7,7 метра квадратних.